# 赵慕鹤
赵慕鹤（1912年7月18日—2018年11月4日），臺灣書法家，1912年出生於中國山東省金鄉縣，精於鳥蟲體書法，九十八岁時取得哲學硕士學位。曾任教高雄女子師範學校（今國立高雄師範大學），長居高雄市。

## 生平
趙慕鶴出身於地主之家，為家中么子。1919年（7歲）入私塾，1925年（14歲）時隨清朝拔貢趙朝儀學習鳥蟲體書法。18歲之後考進師範學校，抗日戰爭期間曾到安徽阜陽第一聯合中學任教，1945年日本投降後，於震華文學院就讀直至畢業。
1948年國共內戰，趙慕鶴因黑五類身分，從金鄉一路南逃至金門，於1951年（40歲）偷渡到台灣。起初他冒名頂替，自稱為失蹤軍人，四年後國軍改制整編，他申請屆齡退伍，用退伍證換了身分證，再去法院自訴偽造文書，把名字改回「趙慕鶴」。
1955年（44歲）後，通過普考的趙慕鶴於高雄女子師範學校（今國立高雄師範大學）任職，直到1977年（66歲）退休，之後又被校方延攬為監工。
1985年（74岁）当背包客，自助畅游英、德、法国。2003年（92歲）畢業於高雄市立空中大學文化藝術系。2004年（93岁）起到医院做2年志工。2006年（95岁）考上研究所，2009年（98岁）以論文《中國書法美學研究—以鳥蟲體為中心》取得南華大學哲學硕士學位，名列金氏世界紀錄。同年與學生林美珠發起成立「高雄市鳥蟲體書法協會」，由其學生遲保羅擔任理事長，策劃數年，於2013年新春舉辦第一屆會員展。
2011年，趙慕鶴將其书法作品（以鳥蟲體書寫《三國演義》卷頭詞—楊慎〈臨江仙〉）捐贈於大英圖書館典藏，並在倫敦度過百歲生日，獲英國女王伊莉莎白二世贈送生日賀卡。
2014年，趙慕鶴為國立清華大學辦鳥蟲體書法義賣，募得百萬元，捐贈清大「旭日獎學金」幫助清寒學子，名列清華百人會員。
2017年底因健康轉差搬回山東老家，2018年11月4日去世，遺願為與父母合葬。

## 家庭
赵慕鹤的妻子（已逝）和一子國共內戰時都留在中國大陸，未前往臺灣。有兩名孫子、孫女一人。1990年孫子來臺依親，2001年祖孫同時自大學畢業。2017年趙慕鶴健康轉差，一度進入安養中心，並於是年底搬回山東，由孫女照顧。

## 著作
- 《趙慕鶴書鳥蟲體書》，高雄復文書局，2005年，ISBN 9575557190
- （口述）方雅惠撰稿：《悠遊100年：趙爺爺和你分享五顆歡喜心》（臺北：商業周刊，2012年1月4日），ISBN 9789866032011

## 外部連結
- . 自由時報. 2009-06-14  [2012-05-27]. （原始内容存档于2012-01-14） （中文（臺灣））.
- . PeoPo公民新聞. 2010-01-07  [2013-01-25]. （原始内容存档于2016-03-04） （中文（臺灣））.
- . 中央通訊社. 2011-07-20  [2013-01-26]. （原始内容存档于2016-03-10） （中文（臺灣））.
- . 商業周刊. 2013-01-23  [2013-01-25]. （原始内容存档于2013-03-30） （中文（臺灣））.
- . 蘋果日報. 2009-05-28  [2013-01-26]. （原始内容存档于2017-02-20） （中文（臺灣））.
- 趙慕鶴個人Blog （页面存档备份，存于）